# Kammfilter

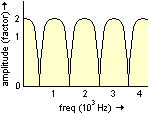
Amplitudengang des Kammfilters

Ein Kammfilter (englisch comb filter) ist ein Filter, das aus Signalen Gruppen bestimmter Frequenz filtert. Im Unterschied zu Tief- und Hochpass ist es durch mehrere Filterfrequenzen im gleichen Frequenzabstand gekennzeichnet. Der Betrag des Frequenzgangs (Amplitudengang) des Kammfilters besitzt ein namensgebendes kammartiges Aussehen.
Ein Kammfilter kann immer deutlich an den Nullstellen seines Frequenzgangs erkannt werden, was aber nicht unbedingt etwas über die Hörbarkeit des meistens ungewünschten Effekts aussagt, wenn er im Hörbereich liegt.

## Kammfilter in der Tontechnik
Wird zu einem Signal eine zeitverzögerte Kopie desselben addiert, entsteht ein kammgefiltertes Signal. Bei Frequenzen und ihren Vielfachen, deren Periodendauer der Verzögerungszeit entspricht, erhält man die doppelte Signalamplitude (konstruktive Interferenz), während sich die genau dazwischenliegenden Frequenzen auslöschen (destruktive Interferenz). Bei geringerer Stärke des verzögerten Signals ist der Kammfiltereffekt entsprechend geringer – die Unterschiede zwischen Maxima und Minima im Amplitudengang sind weniger stark ausgeprägt.
In der Praxis der Tontechnik beispielsweise entstehen häufig unbeabsichtigt Überlagerungen mit verzögerten Signalen – und damit auch Kammfiltereffekte: Bei der Mikrofonaufnahme können im Raum erscheinende Reflexionen mit einer Verzögerung zwischen 2 und 15 ms zu auffälligen, unangenehm störenden Klangfärbungen führen. Man sollte hier von „hörbarem“ Kammfiltereffekt sprechen, denn nur der ist störend. Es handelt sich meistens um Bodenreflexionen oder Wandreflexionen. Nach Überlagerung von Direktschall und Reflexion entstehen, wie oben angedeutet, im Frequenzgang regelmäßige Bereiche der Auslöschung und der Verstärkung. (In der Schmalbandkommunikation führt eine solche Mehrwegeausbreitung zu Schwund.) Die gleichmäßig abwechselnden Minima und Maxima mit einigen dB Unterschied haben Ähnlichkeit mit dem Aufbau eines harmonischen Klangs. Unsere Ohren haben sich beim 'natürlichen Hören' an die Kammfilter gewöhnt und das Gehirn-Hörsystem blendet diesen Effekt größtenteils aus. Elektrisch erzeugte Kammfilter wirken auffällig störender.
Musikinstrumente hören sich mit hinzugefügten starken Reflexionen oft „topfig“ an (hohe Frequenzanteile fehlen, dumpfer Klang). Besonders störend hörbar wird die Klangfärbung, wenn sich die Schallquelle bewegt, wobei sich der Tonhöhencharakter wie etwa „u-ü-i“ bzw. „i-ü-u“ ändert. Dieser Effekt wird auch elektronisch mit Phasing oder Flanging erzeugt, was in der Unterhaltungsmusik gern für spezielle Effekte benutzt wird. Besonders stören die Klangfärbungen bei Sprache, wenn zum Beispiel an einem reflektierenden Tisch gelesen wird.
Auch die Verwendung von Stützmikrofonen kann bei Musikaufnahmen zu diesen Kammfilter-Verfärbungen führen, wenn eine Schallquelle mit zwei Mikrofonen aufgenommen wird und eines näher als das andere aufgestellt ist. Selbst beim Zusammenmischen von Effektsounds mit dem „trockenen“ Originalsignal im Mischpult können durch eine Signalverzögerung im Effektgerät diese Kammfiltereffekte entstehen.
Zur Verminderung des hörbaren Kammfiltereffekts bei der Tonaufnahme mit mehreren zusammengemischten Stützmikrofonen siehe die Drei-zu-eins-Regel.

## Kammfilter in der Optik

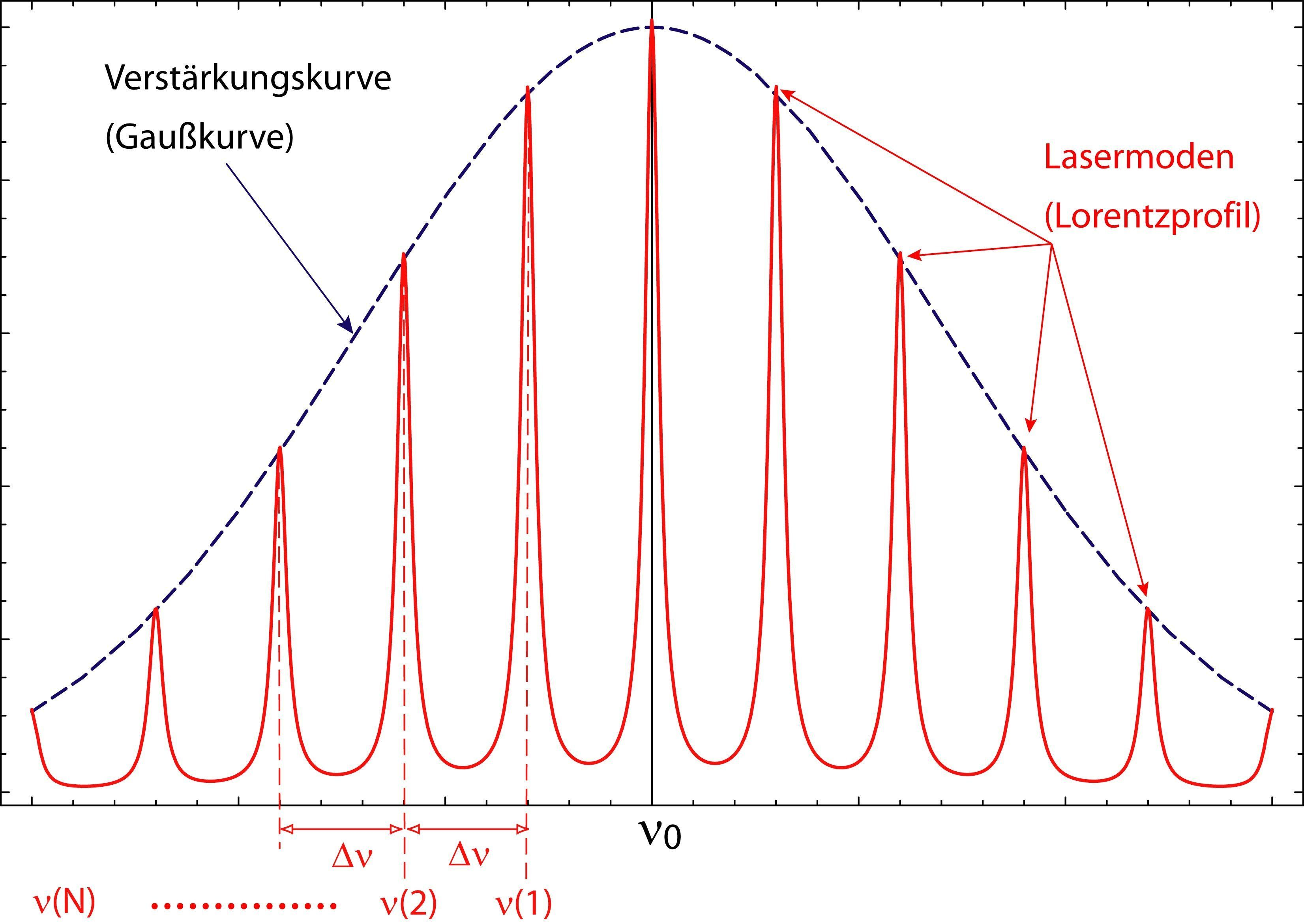
Longitudinale Lasermoden bei gaußförmigem Verstärkungsprofil in einem Resonator. Darstellung: Amplitude als Funktion der Frequenz

Je nach Bauart werden in einem optischen Resonator bestimmte Wellenlängen und deren Vielfache besonders verstärkt, weil sich nur für bestimmte Wellenlängen eine stehende Welle zwischen den Spiegeln ergibt. Für die möglichen Lichtwellenlängen λ in einem Laserresonator gilt der Zusammenhang:
{\displaystyle 2L=N\cdot \lambda }
Dabei ist N eine natürliche Zahl und L die Resonatorlänge (Abstand zwischen den Resonatorspiegeln). Das hat zur Folge, dass ein Laser immer mehrere Wellenlängen erzeugt, wenn keine Gegenmaßnahmen getroffen werden. Dieser Effekt ist Voraussetzung für die Funktion eines Frequenzkammes.

## Kammfilter in der Fernsehtechnik

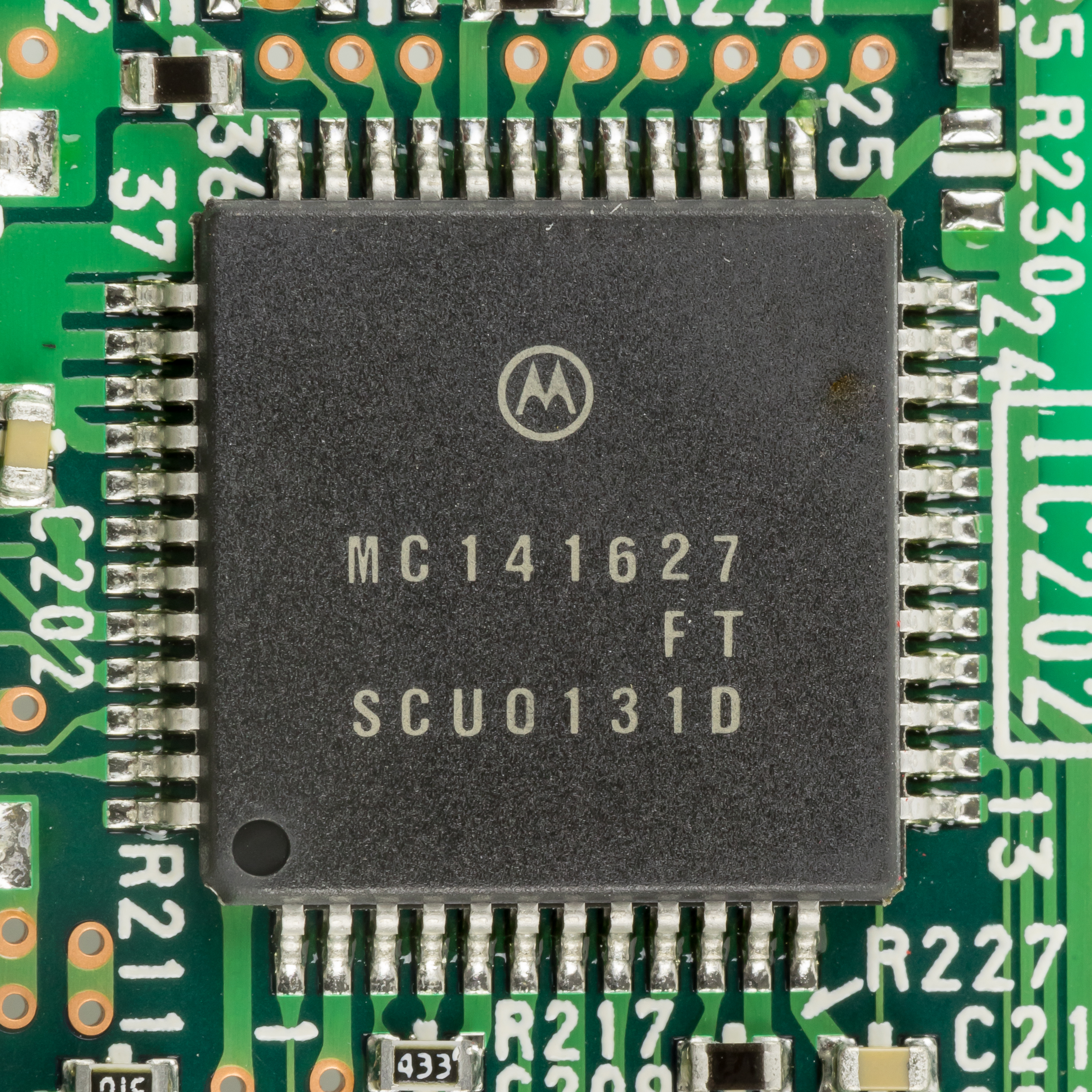
Advanced PAL Comb Filter-II (APCF-II, Motorola MC141627FT)

In der Fernsehtechnik wurde mit dem Kammfilter ein weicheres und klareres Bild erzeugt.
Dabei geht es um die Trennung von Farbsignal und Schwarz-/Weiß-Bild in FBAS-Signalen, bei denen diese beiden Teile zusammengemischt sind; ein Kammfilter kann die Tatsache, dass Schwarz-/Weiß-Informationen sich mit der Zeilenfrequenz wiederholen, ausnutzen und damit den störenden Dot-Crawl-Effekt reduzieren. Kammfilter wurden vor allem in hochwertigen Empfangsgeräten eingesetzt, in den meisten preiswerten Fernsehgeräten finden sich einfache Tiefpassfilter.

## Kammfilter in der Signalverarbeitung

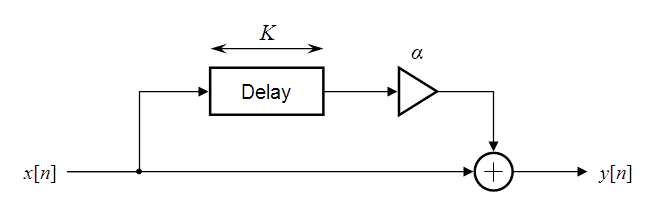
Bei diesem einfachen FIR-Filter wird das Signal um K Zeitschritte verzögert, um den Faktor α abgeschwächt und wieder addiert

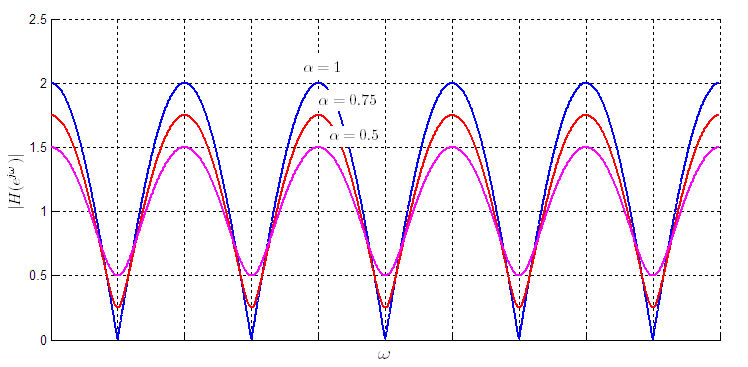
Betrag des Frequenzganges für verschiedene Werte von α

Pol-Nullstellenverteilung

Kammfilter können sowohl als zeitkontinuierliches Filter als auch zeitdiskretes Filter realisiert werden. In analoger Technik wird der zeitliche Versatz durch eine Verzögerungsleitung realisiert. Im Folgenden werden nur zeitdiskrete Kammfilter variabler Ordnung ohne Rückkopplung betrachtet, wie sie unter anderem im Bereich der digitalen Signalverarbeitung Anwendung finden.
Ein digitales Kammfilter ohne Rückkopplung, wie in nebenstehender Abbildung in der Struktur dargestellt, besitzt die Zeitfunktion:
{\displaystyle \,y[n]=x[n]+\alpha x[n-K]}
Dabei stellt y[n] die Ausgangsfolge dar, x[n] die Eingangsfolge der Messwerte, die in regelmäßigen Abständen abgetastet und gespeichert werden. Die Verzögerungszeit wird durch die Filterordnung K beschrieben, α stellt einen Skalierungsfaktor mit Werten zwischen −1 und +1 dar, der im einfachsten Fall gleich +1 gesetzt wird und die „Welligkeit“ des Betragsfrequenzganges festlegt.
Durch die Z-Transformation kann die diskrete Impulsantwort in den Spektralbereich zu Y(z) transformiert werden
{\displaystyle \,Y(z)=(1+\alpha z^{-K})X(z)}
um die Übertragungsfunktion H(z) zu erhalten:
{\displaystyle H(z)={\frac {Y(z)}{X(z)}}=1+\alpha z^{-K}={\frac {z^{K}+\alpha }{z^{K}}}}
Durch z=ejΩ, wobei Ω die auf die Abtastfrequenz bezogene Frequenz darstellt, ergibt sich der Frequenzgang dieses Kammfilters zu:
{\displaystyle H(e^{j\Omega })=1+\alpha e^{-j\Omega K}=\left[1+\alpha \cos(\Omega K)\right]-j\alpha \sin(\Omega K)}
Der daraus gebildete Betragsfrequenzgang
{\displaystyle |H(e^{j\Omega })|={\sqrt {\Re \{H(e^{j\Omega })\}^{2}+\Im \{H(e^{j\Omega })\}^{2}}}={\sqrt {(1+\alpha ^{2})+2\alpha \cos(\Omega K)}}}
ist in zweiter Abbildung mit unterschiedlichen Werten für α dargestellt. Dabei ist erkennbar, dass bei α = 1 die Welligkeit maximal ist.
Die Pol-Nullstellenverteilung in der komplexen Ebene zeigt in nebenstehender Abbildung für ein Kammfilter 8. Ordnung (K = 8) und α = 0,5 einen achtfachen Pol im Ursprung und 8 Nullstellen nahe dem Einheitskreis. Bei α=1 liegen die Nullstellen am Einheitskreis. Durch die gleichmäßige Lage der Nullstellen am Einheitskreis bei α = 1 ergibt sich eine charakteristische, kammartige Übertragungsfunktion, die diesem Filter seinen Namen gibt.